# Min stad
Min stad är ett svenskt reseprogram på TV4 där svenska kändisar besöker sina favoritstäder. Bland annat visar Laila Bagge Wahlgren runt i Paris.